# Nitrit

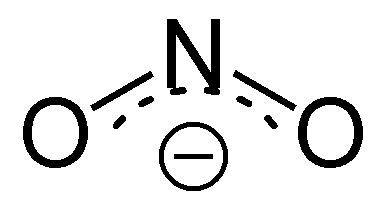
A nitrition

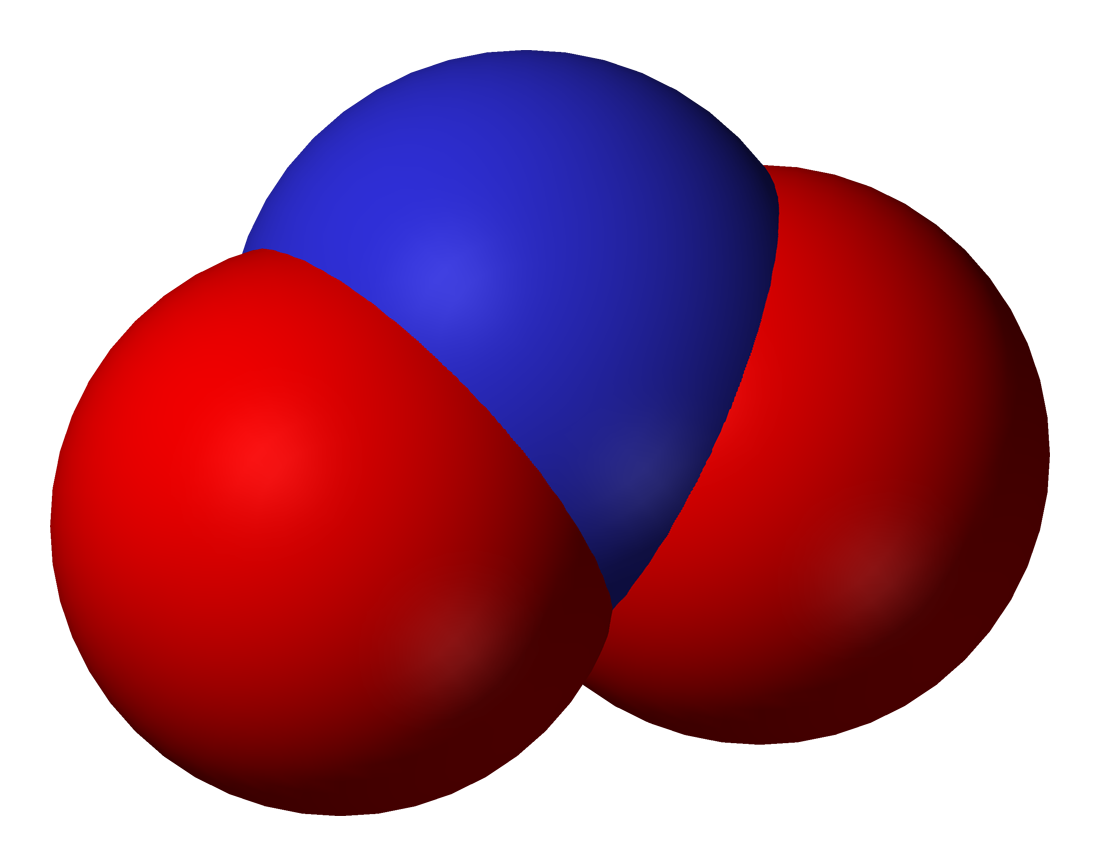
A nitrition kalottamodellje.

A nitrition szervetlen anion, képlete NO2−. A benne található N–O kötések egyenlő hosszúak, és egymással nagyjából 120°-os szöget zárnak be. Egy proton hozzáadásával jön belőle létre a nem stabil salétromossav, mely gyenge sav. A nitritet oxidálni és redukálni is lehet. A reakció terméke a használt oxidáló- vagy redukálószer anyagi minőségtől és erősségétől is függ. A nitrition ambidentát ligandum, a komplexekben legalább öt különböző módon koordinálódhat. A nitrition a biokémiában is fontos szerepet játszik, az erős értágító hatású nitrogén-monoxid kiindulási anyaga. A nitritet húsok besózásához, füstöléséhez is használják. A szerves kémiában a NO2-csoport a salétromsavas észterekben és a nitrovegyületekben szerepel.

## A nitrition

### Nitritsók
A nátrium-nitritet iparilag úgy állítják elő, hogy „nitrózus gázokat” vezetnek nátrium-hidroxid vagy nátrium-karbonát vizes oldatába.
NO + NO2 + 2NaOH (vagy Na2CO3) → 2NaNO2 +H2O (vagy CO2)
A terméket átkristályosítással tisztítják. Az alkálifémek nitritjei olvadáspontjukig (a KNO2-é 441 °C) vagy annál magasabb hőmérsékletig is stabilak. Az ammónium-nitrit előállítható dinitrogén-trioxidból, mely formálisan a salétromossav anhidridje:
2NH3 + H2O +N2O3 → 2NH4NO2
Melegítés hatására ez a vegyület robbanásszerűen bomolhat.
A szerves kémiában a nitriteket diazotálási reakciókban alkalmazzák.

### Szerkezete

A NO_{2}^{−} két kanonikus formája, melyek hozzájárulnak a nitritionok rezonáns hibridjeinek kialakulásához.

A nitrition szimmetrikus felépítésű (a C2v pontcsoportba tartozik), a két N–O kötése egyenlő hosszúságú. A vegyértékkötés-elmélet leírása szerint olyan rezonáns hibrid, melynek két kanonikus alakja egymás tükörképe. A molekulapálya-elmélet szerint mindkét oxigénatom szigma-kötéssel kapcsolódik a nitrogénatomhoz, továbbá a nitrogén- és az oxigénatomoknak a molekula síkjára merőleges p-pályáiból delokalizált pi-kötés alakul ki. Az ion negatív töltése egyenlő mértékben oszlik meg a két oxigénatom között. A nitrogén- és a két oxigénatom is egy-egy nemkötő elektronpárral rendelkeznek, így a nitrition Lewis-bázis. A fémionokkal szemben így ambidentát ligandumként viselkedhet: akár az oxigén-, akár a nitrogénatom képes a nemkötő elektronpárjával koordinálódni.

### Sav-bázis tulajdonságok

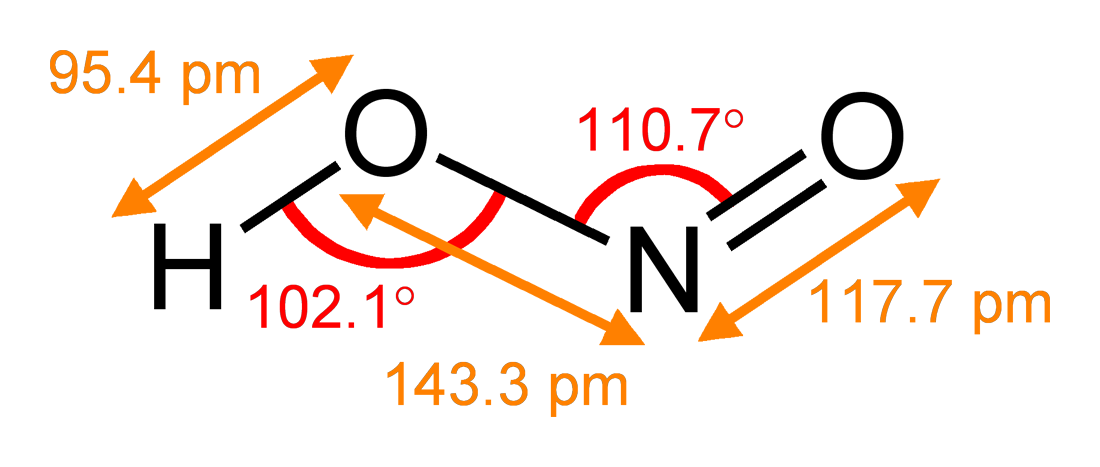
A transz-HONO kötéshosszúságai és kötésszögei (mikrohullámú spektrum alapján).

Vizes oldatokban a salétromossav gyenge savnak számít.
HNO2 ⇌ H+ + NO2-; pKa = kb. 3,3 18°C-on
A salétromossav nagyon illékony – gázfázisban leginkább a sík szerkezetű transz-formában fordul elő. Oldatban instabil, az alábbi diszproporcionálódási reakció játszódik le:
3HNO2 (aq) ⇌ H3O+ + NO3- + 2NO
0 °C-on ez a reakció lassan játszódik le. A nitrogén-monoxid egyik laboratóriumi előállítási módja az, hogy nitrites oldathoz redukálószer – például vas(II) – jelenlétében savat engednek.

### Oxidáció és redukció
A nitrogénatom oxidációs száma a nitritben +3. Ez azt jelenti, hogy oxidációval +4 vagy +5 is lehet ez az érték, de redukcióval akár −3-ig is csökkenthető. Az alábbi táblázat néhány, a salétromossavat közvetlenül tartalmazó reakció redoxpotenciálját adja meg.
| Félreakció                       | E0/V   |
| -------------------------------- | ------ |
| NO3- + 3H+ + 2e- ⇌ HNO2 + H2O    | +0,94  |
| 2HNO2+ 4H+ + 4e- ⇌ H2N2O2 + 2H2O | +0,86  |
| N2O4 + 2H+ + 2e- ⇌ 2HNO2         | +1,065 |
| 2HNO2+ 4H+ + 4e- ⇌ N2O + 3H2O    | +1,29  |
Az adatokat ki lehet bővíteni, hogy alacsonyabb oxidációs számú termékeket is mutasson. Például: 
H2N2O2 + 2H+ + 2e- ⇌ N2 + 2H2O; E0 = 2,65 V
Az oxidációs folyamatok végén általában nitrátion jön létre, melyben a nitrogén oxidációs száma +5. A permanganáttal történő oxidáció például felhasználható a nitrit (titrálással történő) mennyiségi elemzéshez.
5NO2- + 2MnO4- + 6H+ → 5NO3- + Mn2+ + 3H2O
A redukciós folyamatok terméke attól függ, milyen és mennyire erélyes redukálószert használunk. Ha kén-dioxidot használnak, a termék NO és N2O; ón(II) alkalmazásával H2N2O2 hiposalétromossav jön létre; hidrogén-szulfidot használva egészen ammóniáig megy a redukció. Ha N2H5+ hidrazinium kationnal végezve a redukciót a robbanékony hidrogén-azid (HN3) keletkezik:
HNO2 + N2H5+ → HN3 + H2O + H3O+
Mely tovább reagálhat nitrittel:.
HNO2 + HN3 → N2O + N2 + H2O
Ez a reakció annyiban szokatlan, hogy négyféle oxidációs számú nitrogént tartalmazó vegyületek szerepelnek benne.

### Koordinációs komplexek
A nitrition legalább öt különféle úton tud kötéseket kialakítani.
1. Ha a nitrogén a központi fémionhoz kapcsolódik, akkor nitro- komplex jön létre.
2. Ha az egyik oxigén koordinálódik a központi ionhoz, akkor nitrito- komplex alakul ki.
3. Ha mindkét oxigénatom egy központhoz kapcsolódik, akkor kelát komplex keletkezik.
4. A nitrition aszimmetrikus hídként is kapcsolódhat két fémionhoz: az egyikkel a nitrogén, a másikkal az egyik oxigén létesít kapcsolatot.
5. Egy oxigénatom hídként kapcsol össze két fémiont.

Alfred Werner behatóan tanulmányozta a nitro-nitro izomériát (1. és 2. kötési mód). A kobalt-pentaminnak nitrittel létrehozott vörös izomere nitrito komplex, [Co(NH3)5(ONO)]2+; ez metastabil, és átizomerizálódik a sárga nitrovegyületté: [Co(NH3)5(NO2)]2+.
Nitritet tartalmazó kelát komplexre (3-as kötési mód) példa: [Cu(bipy)2(O2N)]NO3, ahol a „bipy” a 2,2'-bipiridil bidentát ligandum. Ebben a komplexben a két bipy ligandum a rézion négy koordinációs helyét foglalja el, így a nitritnek két helyen kell kötődnie, hogy a rézion körül oktaéderes elrendeződés alakuljon ki.

### Nitrit a biokémiában
A húsok besózásához nátrium-nitritet használnak, mivel ez megakadályozza a baktériumok elszaporodását, és a húsban lévő mioglobinnal vonzó sötétvörös színt kölcsönöz neki. A nitrit viszonylag erősen mérgező volta miatt a húsokban csak 200 milliomod résznyi (ppm) nitrit lehet. A halálos dózis ember esetén 1 kg testtömegre vetítve 22 mg. Bizonyos körülmények között – ilyen például a főzés – a húsban lévő nitritek az aminosavak bomlástermékeivel ismert rákkeltő anyagokká, nitrózaminokká alakulhatnak.
A nitrit jelenlétét a Griess-teszttel lehet kimutatni és elemezni. A reakció során a NO2− tartalmú mintából szulfanilsav és naftil-1-amin hatására savas közegben mélyvörös azovegyület keletkezik. A nitritet számos baktérium képes ammóniává vagy nitrogén-monoxiddá redukálni. Oxigénhiányos környezetben a nitritből nitrogén-monoxid alakulhat ki, mely értágítóként viselkedik. Több mechanizmust is leírtak a nitrit-NO átalakulásra: xantin-oxidoreduktáz, nitrit-reduktáz vagy NO-szintáz hatására végbemenő enzimatikus redukció, illetve savas közegben végbemenő nem enzimatikus diszproporciós reakció.

## Szerves nitritek és nitrovegyületek

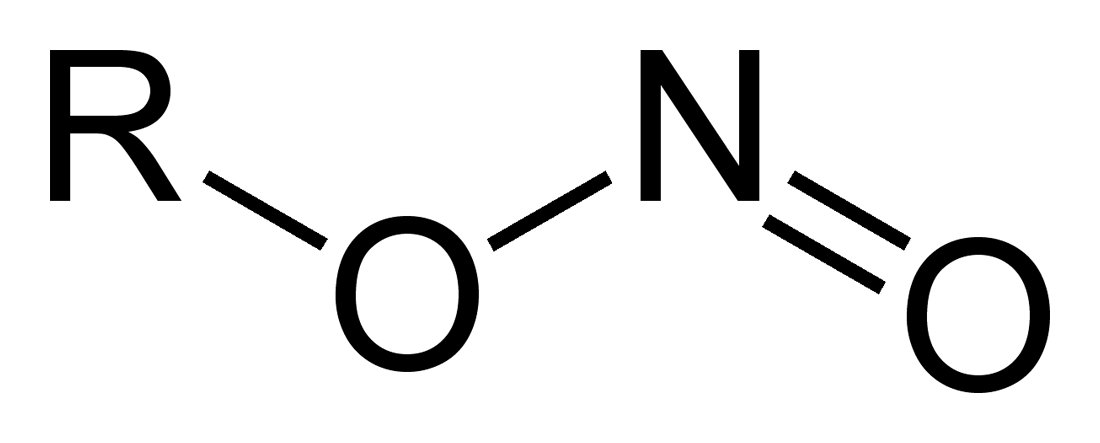
Nitrit észter

Aromás nitrálás

A szerves kémiában a nitritek a salétromossav észterei, melyek nitrozoxi funkciós csoportot tartalmaznak. A nitrovegyületekben C-NO2 csoport található. A nitritek általános képlete RONO, ahol R aril- vagy alkilcsoport. Amil-nitritet vagy más alkil-nitritet szívbetegségekre ható gyógyszerekben alkalmaznak. Alkil-nitriteket általában a Meyer-szintézissel állítanak elő, melynek során alkil-halogenid és fém-nitrit reakciójában nitroalkánok és nitritek keveréke keletkezik.
A nitrovegyületek egyik egyszerű példája a nitrobenzol. Az aromás nitrálási reakcióban egy C−H kötés felhasad, és a kötő elektronpár a szénatomon marad. Ez a két elektron addícionál a nitróniumionra.

## Fordítás
Ez a szócikk részben vagy egészben  a   Nitrite című angol Wikipédia-szócikk ezen változatának fordításán alapul.  Az eredeti cikk szerkesztőit annak laptörténete sorolja fel. Ez a jelzés csupán a megfogalmazás eredetét és a szerzői jogokat jelzi, nem szolgál a cikkben szereplő információk forrásmegjelöléseként.